# Живимо рокенрол
Живимо рокенрол је  компилацијски албум српског и југословенског рок бенда Рибља чорба. Објављен је 5. септембра 2022. године под окриљем издавачке куће Хи-Фи Центар, а на њему се налази петнаест песама.

## Листа песама
| №   | Назив                                     | Трајање |  |
| 1.  | Погледај дом свој анђеле (уживо)          | 6:35    |  |
| 2.  | Нојева барка                              | 4:55    |  |
| 3.  | Душа није на продају                      | 6:06    |  |
| 4.  | Јужна Африка '85 (Ја ћу да певам) (уживо) | 4:46    |  |
| 5.  | Изгубљен случај                           | 5:10    |  |
| 6.  | Гастарбајтерска песма (уживо)             | 7:37    |  |
| 7.  | Зелена трава дома мог (уживо)             | 3:50    |  |
| 8.  | Дај ми лову                               | 3:05    |  |
| 9.  | Кад сам био млад (уживо)                  | 2:58    |  |
| 10. | Нови светски поредак                      | 5:04    |  |
| 11. | Лутка са насловне стране (уживо)          | 2:46    |  |
| 12. | Остани ђубре до краја (уживо)             | 5:51    |  |
| 13. | Кад падне ноћ (уживо)                     | 7:53    |  |
| 14. | Принц                                     | 4:30    |  |
| 15. | Нећу да испаднем животиња (уживо)         | 4:29    |  |